# Al mar
«Al mar» és una cançó del disc Els millors professors europeus de Manel i un dels temes més populars del grup. Es va publicar el 2008.

## Anàlisi
Al mar narra la història d'amor d'una parella i com evoluciona la seva relació a partir de les activitats que han fet junts. Banyar-se al mar junts és quelcom que encara no han fet plegats i que és el seu major símbol, d'aquí el títol del tema, que es va repetint com a tornada al llarg de les diferents estrofes. Per això el mar actua com a element estructurador de les tres parts de la cançó, que representen el passat, el present (a la platja) i el futur de la parella, quan tornaran a repetir el bany.
La línia de contrabaix inicia el tema i després s'hi afegeixen els altres instruments, entre ells l'ukelele, i la veu masculina principal. La música va ser creada en combinació per dos membres de la banda, Roger Padilla i Guillem Gisbert i aquest últim és l'autor del text. La melodia es basa en les pujades de to quan s'esmenta el mar i un tema que es va repetint. La darrera part té a veure amb la fantasia, ja que imagina el que podria passar i aquesta barreja entre desig i vida quotidiana és una de les claus del text, ple de contrastos, ja que combina un retret (la parella no ha fet una cosa tan senzilla com anar junts al mar) amb una alegria (encara hi ha molt recorregut per a la parella) que s'acaba imposant gràcies al ritme viu de la melodia i la manera despreocupada de cantar la lletra.

## Versions
L'èxit de la cançó ha propiciat algunes versions per part d'altres grups, com ara Marta&Gregori (duet format per components de Xeic! i Vitruvi). Fins i tot han aparegut versions promocionals paròdiques, com per exemple les de la productora Minoria Absoluta, on es va alterar la lletra en dues ocasions, "Al bar!" i "Neymar". A l'última gira, la banda toca una versió amb un sampleig de 'Mi Gente' de J Balvin.